# Lucie Petit-Diagre
Lucie Juliette Petit-Diagre (ur. 24 lipca 1901 w Paryżu, zm. 24 grudnia 2001 w Dilbeek) – belgijska lekkoatletka, dyskobolka.
Dwukrotnie ustanawiała rekord świata w rzucie dyskiem z wynikami 27,70 i 28,325 m. Podczas igrzysk olimpijskich w Amsterdamie (1928) zajęła 20. miejsce, wyprzedzając jedynie inną Belgijkę – Jenny Toitgans.

## Rekordy życiowe
- Rzut dyskiem – 32,73 (1928)